# بازجي (اسم)
بَازِجِي هو اسم علم مذكر من أصل عربي، وجاء الاسم على صيغة الفاعل، ومعناه نسبة إلى البازج وهو  المُحَسَّنُ المُزَيَّنُ.